# ذيبان (دير الزور)
ذيبان بلدة وناحية سوريّة إداريّة تتبع منطقة الميادين في محافظة دير الزور. بلغ عدد سكان الناحية 31,788 نسمة حسب تعداد عام 2004.